# Flygvapnets Halmstadsskolor
Flygvapnets Halmstadsskolor (F 14) var en truppslagsskola för markförbanden inom svenska flygvapnet som verkade i olika former åren 1972–1998. Förbandsledningen var förlagd i Halmstads garnison i Halmstad.

## Historik
Flygvapnets Halmstadsskolor (F 14) bildades i december 1972 och har sitt ursprung i Hallands flygkår. Hallands flygkår har i sin tur sitt ursprung från Hallands flygflottilj. År 1971 presenterade Försvarets fredsorganisationsutredning (FFU) sin utredning gällande flygvapnets förband i Stockholmsområdet och flygvapnets skolorganisation. Utredningen föreslog för regeringen att Roslagens flygkår och Svea flygkår avvecklas. Södertörns flygflottilj omorganiseras till en skolenhet för utbildning i huvudsakligen stridslednings och luftbevakningstjänst. Hallands flygkår föreslogs omorganiseras till en skolenhet med huvudinriktning på bastjänst. Sålunda föreslogs att bastjänstutbildningen vid flygvapnet skulle förläggas till Halmstad och strilutbildningen till Tullinge. De båda utbildningsenheterna föreslogs enligt utredningen benämnas Halmstads flygvapenskolor och Södertörns flygvapenskolor.
Den 1 december 1972 bildades Flygvapnets Halmstadsskolor (F 14), vilken mer eller mindre övertog verksamheten från Hallands flygkår. När Svea flygkår avvecklades sommaren 1974, så övertogs Flygvapnets bastjänstskola (FBS). Flygvapnets bastjänstskola sammanslogs dock med Flygvapnets markstridsskola (FMS), vilka bildade den nya skolan Bastjänst- och markstridsskolan (BMS). Samtidigt skapades en ny skola, Flygvapnets flygmaterielskola (FFS).
Genom reformen ny befälsordning avvecklades Flygvapnets kadett- och aspirantskola för marklinjen (KAS/M) vid Flygvapnets Södertörnsskolor. Istället inrättades i Halmstad en ny skola för samtliga officerskategorier, Flygvapnets officershögskola (FOHS), vilken blev underställd chefen för Flygvapnets Halmstadsskolor.
Genom försvarsbeslutet 1982 beslutades om en avveckling Flygvapnets Södertörnsskolor. Avvecklingen skulle vara helt genomförd senast den 30 juni 1986. Södertörnsskolorna hade tillsammans med Halmstadsskolorna haft en central utbildningsroll för markförbanden i Flygvapnet. Att nu Södertörnsskolorna skulle avvecklas medförde att skolorna i Tullinge fördelades mellan Uppsalaskolorna och Halmstadskolorna. Av Södertörnsskolorna tillfördes Halmstadskolorna Flygvapnets teletekniska skola (FTTS). Dock så sammanslogs den med Flygvapnets flygmaterielskola (FFS) och bildade 1985 Flygvapnets markteletekniska skola.
År 1995 gjordes nästa större omorganisation vid skolan, då Flygvapnets sambands- och stabstjänstskola (FSS) och Flygvapnets markteletekniska skola (FMTS) sammanslogs och bildade Informationsteknologiskolan (ITS).
Inför försvarsbeslutet 1996 föreslog Försvarsmakten i sin Försvarsmaktsplan 1997 (FMP–97) att hela Halmstads garnison skulle avvecklas. Halmstadskolorna föreslogs då fördelas mellan Skånska flygflottiljen och Uppsalaskolorna. Dock så kom regeringen att utelämna förändringar i Försvarsmaktens skolorganisation, då man istället valde att utreda om hur grundstrukturen i Försvarsmaktens utbildningsverksamhet kunde utvecklas. Skolutredningen, vilken leddes av landshövdingen Gunnar Björk, kom fram till att förändra officersutbildningen, både till innehåll och rent fysisk placering i Sverige. I utredningsrapporten SOU 1997:112, föreslogs det bland annat att Flygvapnets Halmstadsskolor skulle avvecklas och ersättas med Försvarsmaktens Halmstadsskolor. Försvarsmaktens Halmstadsskolor blev centrum för samtliga försvarsgrenars bastjänstutbildning, vilka samlades inom Försvarsmaktens bas- och underhållsskola. Den 31 december 1998 avvecklades Flygvapnets Halmstadsskolor (F 14). I dess ställe bildades den 1 januari 1999 Försvarsmaktens Halmstadsskolor (FMHS).

### Viktigare årtal
Nedan redovisas årtal som påverkat skolförbandets verksamhet.
- 1972: Flygvapnets Halmstadsskolor (F 14) bildas den 1 december 1972.
- 1972: Flygvapnets signalskola (FSS) ombildas till Flygvapnets sambands och stabstjänstskola (FSS).
- 1981: Bildas Flygvapnets officershögskola (FOHS)
- 1985: Bildad Flygvapnets markteletekniska Skola (FMTS) genom en sammanslagning av FFS och FTTS.
- 1995: Flygvapnets sambands och stabstjänstskola (FSS) och Flygvapnets markteletekniska skola (FMTS) bildar IT-skolan.
- 1998: Flygvapnets Halmstadsskolor (F 14) avvecklas den 31 december 1998.

## Ingående enheter
| Beteckning | Namn                                       | Aktiv     | Kommentar                                                                          |
| ---------- | ------------------------------------------ | --------- | ---------------------------------------------------------------------------------- |
| BBS        | Flygvapnets basbefälsskola                 | 1972–1998 | Bildad 1972 genom sammanslagning av FBS och FMS                                    |
| FBS        | Flygvapnets bastjänstskola                 | 1966–1972 | Tillkom 1972 från Svea flygkårSammanslagen 1972 med FMS till BMS                   |
| FFS        | Flygvapnets flygmaterielskola              | 1973–1985 | Sammanslagen 1985 med FTTS                                                         |
| FMTS       | Flygvapnets markteletekniska skola         | 1985–1995 | Bildad 1985 genom sammanslagning av FFS och FTTSSammanslagen 1995 med FSS till ITS |
| FOHS       | Flygvapnets officershögskola               | 1981–1998 | Upplöstes och administrationen uppgick 1999 i Militärhögskolan Halmstad            |
| FSS        | Flygvapnets sambands- och stabstjänstskola | 1972–1995 | Tillkom 1972 från Hallands flygkårSammanslagen 1995 med FMTS                       |
| FTS        | Flygvapnets tekniska skola                 | 1972–1998 | Tillkom 1972 från Hallands flygkår                                                 |
| FTTS       | Flygvapnets teletekniska skola             | 1966–1985 | Tillkom från F 18Sammanslagen med FFS                                              |
| ITS        | Informationsteknologiskolan                | 1995–1998 | Bildad 1995 genom sammanslagning av FSS och FMTS                                   |

### Flygvapnets officershögskola
Flygvapnets officershögskola (FOHS) bildades den 1 juli 1982 som en del av reformen Ny befälsordning. Även om skolan bildades 1982, så ryckte den första värnpliktsomgången in vid skolan den 21 juli 1980, vilka utgjorde rekryteringsbas i det nya befälssystemet. Drygt ett år senare, den 14 september 1981, började utbildningen vid Flygvapnets officershögskola. I den skolutredning som gjorde efter försvarsbeslutet 1996, beslutades blandn annat att Flygvapnets officersskola skulle avvecklades den 31 december 1998. Från den 1 januari 1999 ersattes den av Militärhögskolan Halmstad (MHS H), vilken förlades i samma lokaler som den tidigare FOHS och dessutom övertog vissa arv från Flygvapnets krigshögskola (FKHS) i Uppsala.

### Flygvapnets basbefälsskola
Flygvapnets basbefälsskola (BBS) bildades 1972 som Bastjänst- och markstridsskolan (BMS) genom en sammanslagning mellan Flygvapnets markstridsskola (FMS) och Flygvapnets bastjänstskola (FBS). Flygvapnets bastjänstskola var till en början lokaliserad till Svea flygkår (F 8) i Barkarby. I samband med att Svea flygkår avvecklades, överfördes Flygvapnets bastjänstskola till Halmstad. Där slogs den samman med Flygvapnets markstridsskola (FMS) och bildade den nya skolan Bastjänst- och Markstridsskolan (BMS). Någon gång under 1970-talet antogs namnet Flygvapnets basbefälskola (BBS). I samband med att Flygvapnets Halmstadsskolor avvecklades 1998 uppgick Flygvapnets basbefälskola i den nyinrättade skolan Försvarsmaktens bas- och underhållsskola vid Försvarsmaktens Halmstadsskolor.

### Flygvapnets sambands- och stabstjänstskola
Flygvapnets sambands- och stabstjänstskola (FSS) bildades 1942 som Flygvapnets signalskola vid dåvarande Flygvapnets centrala skolor i Västerås garnison. År 1962 omlokaliserades skolan till Halmstad. I samband med att Hallands flygkår avvecklades 1972 och skolan överfördes till Flygvapnets Halmstadsskolor omorganiserades skolan till Flygvapnets sambands- och stabstjänstskola. År 1995 sammanslogs den med Flygvapnets markteletekniska skola (FMTS) och bildade Informationsteknologiskolan (ITS).

### Flygvapnets tekniska skola
Flygvapnets tekniska skola (FTS) bildades 1942 vid dåvarande Flygvapnets centrala skolor i Västerås garnison. År 1962 omlokaliserades den som sista skola till Halmstad garnison. I samband med att Hallands flygkår avvecklades 1972, överfördes skolan till det nya skolförbandet Flygvapnets Halmstadsskolor. År 1998 överfördes skolan till Försvarsmaktens Halmstadsskolor där den antog namnet Flygtekniska skolan.

### Flygvapnets markteletekniska skola
Flygvapnets markteletekniska skola (FMTS) bildades den 1 oktober 1985 genom att Flygvapnets teletekniska skola (FTTS) vid Flygvapnets Södertörnsskolor i Tullinge sammanslogs med Flygvapnets flygmaterielskola (FSS) i Halmstad. År 1995 sammanslogs Flygvapnets markteletekniska skola med Flygvapnets sambands- och stabstjänstskola och bildade Informationsteknologiskolan (ITS).

### Informationsteknologiskolan
Informationsteknologiskolan (ITS) eller bara IT-skolan bildades 1995, genom att Flygvapnets sambands- och stabstjänstskola (FSS) och Flygvapnets markteletekniska skola (FMTS) sammanfördes till en skola. I samband med att Flygvapnets Halmstadsskolor avvecklas 1998 överfördes IT-skolan till Försvarsmaktens Halmstadsskolor.

## Heraldik och traditioner
Flygvapnets Halmstadsskolor ärvde sina traditioner från Hallands flygkår, vilka i sin tur ärvt dom från Hallands flygflottilj. År 1973 antogs "I sommarstaden" (Grundström) som förbandsmarsch. En marsch som användes åren 1965–2000 av Hallands regemente som defileringsmarsch och från 2007 Militärhögskolan Halmstad. Den 8 februari 1991 antogs "Svensk Entrémarsch" (Söderlund) som ny förbandsmarsch, vilken övertogs 1999 av Försvarsmaktens Halmstadsskolor och sedan 2006 av Försvarsmaktens tekniska skola. I samband med att Flygvapnets Halmstadsskolor upplöstes och avvecklades, övertog dess traditioner den 1 januari 1999 av det nybildade Försvarsmaktens Halmstadsskolor (FMHS).

## Förbandschefer
Förbandschefen titulerades skolchef och hade tjänstegraden överste.

- 1967–1973: Gerdt Stangenberg
- 1973–1979: Tage Junger
- 1979–1985: Bror Larsson
- 1985–1990: Sten Norrmo
- 1990–1993: Bo-Göte Eriksson
- 1993–1995: Arne Hansson
- 1995–1997: Lars Winberg
- 1997–1998: Robert Palmgren

## Namn, beteckning och förläggningsort
| Flygvapnets Halmstadsskolor | 1972-12-01 | – | 1998-12-31 |

| F 14 | 1972-12-01 | – | 1998-12-31 |

| Halmstads garnison (F) | 1972-12-01 | – | 1998-12-31 |
| Tönnersjö målplats (Ö) | 1972-12-01 | – | 1998-12-31 |
| Övningsbas Rinkaby (Ö) | 1988-??-?? | – | 1998-12-31 |